# Xã Rogers, Quận Sebastian, Arkansas
Xã Rogers (tiếng Anh: Rogers Township) là một xã thuộc quận Sebastian, tiểu bang Arkansas, Hoa Kỳ. Năm 2010, dân số của xã này là 946 người.